# Sidney W. Fox

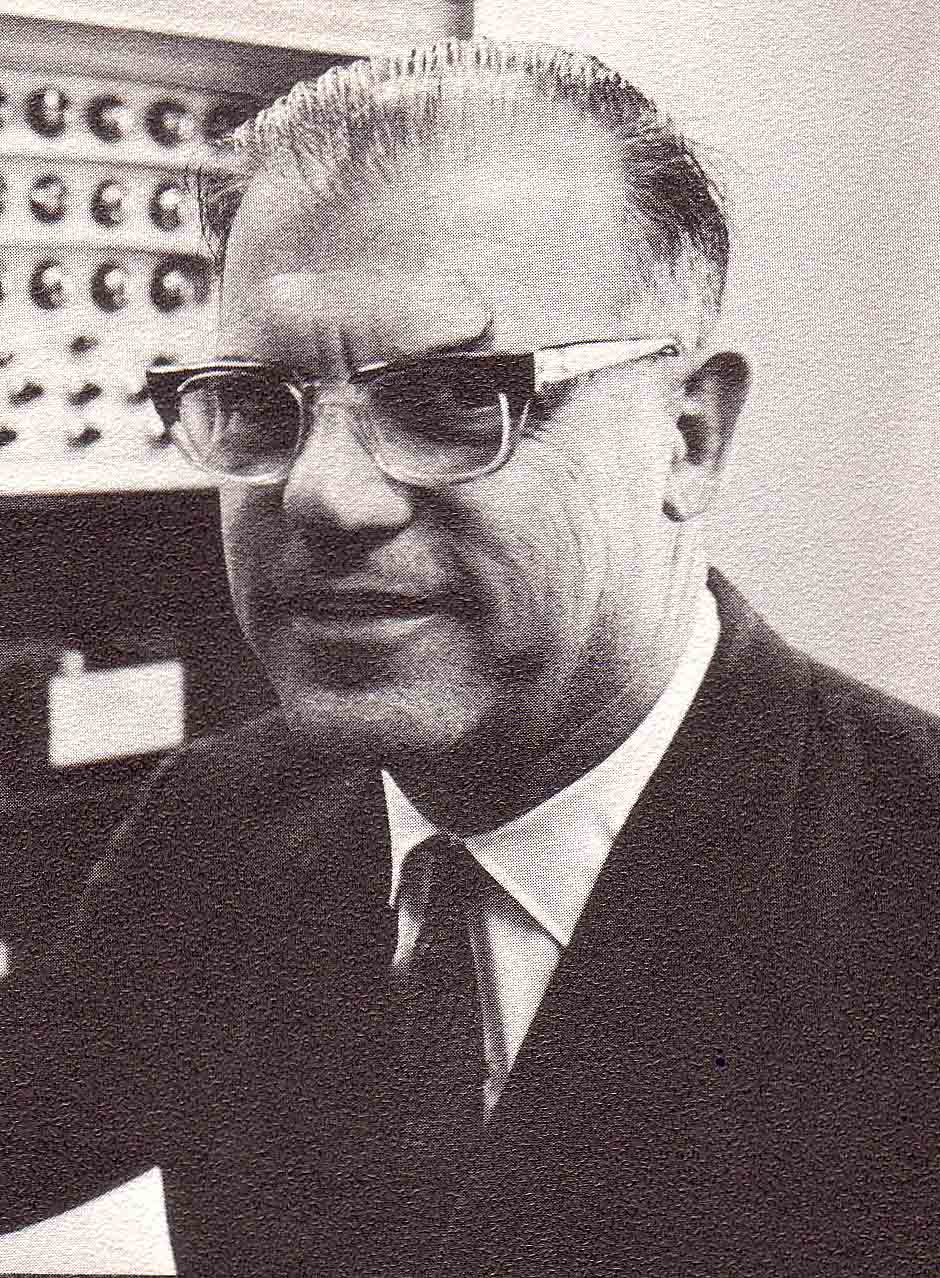
Sidney W. Fox

Sidney W. Fox (Sidney Walter Fox; * 24. März 1912 in Los Angeles; † 10. August 1998) war ein US-amerikanischer Biochemiker, der eine Selbstherstellung (Autosynthese) von minimalen Zellformen (Protozellen) entdeckte.

## Bildung und frühe Karriere
Fox vollendete sein Chemiestudium an der University of California, Los Angeles (UCLA).  Nach kurzer Arbeit als Techniker für Max Bergmann am Rockefeller Institute und der UCLA kehrte er nach Kalifornien zurück, um eine Doktorarbeit am Caltech zu schreiben.  Während seiner Studien an der Caltech arbeitete Fox mit Hugh Huffman, Thomas Hunt Morgan, und als Post-Doktorand unter Linus Pauling.
Während des Zweiten Weltkriegs nahm Fox an dem Versuch teil, Vitamin A aus Haileber zu isolieren; das Präparat sollte die Nachtsichtigkeit von Piloten verbessern.  Im Jahr 1941 gründete er ein Protein-Chemielabor an der University of Michigan Medical School; 1942 untersuchte er Fischmehlproteine für ein Unternehmen in Oakland.

## Professor
1943 erhielt Fox seine erste akademische Stellung am Iowa State College.
1955 übernahm Fox das Direktorat des Ozeanografischen Instituts der Florida State University. Kurz danach veröffentlichte er – mit Joseph Foster – sein erstes Lehrbuch.
Ab 1964 fungierte Fox als Direktor des Instituts für molekulare und zelluläre Evolution (IMCE) an der University of Miami. Während seiner Zeit wurde sein Labor mit Studien an den ersten Mondgesteinen, die von der Mission Apollo zurückgebracht wurden, beauftragt.
Nach mehr als drei Jahrzehnten in Florida zog Fox 1989 an die Southern Illinois University und 1993 an die University of South Alabama.

## Mikrosphären
Sidney Fox’ wohl bekannteste Forschungsarbeiten entstanden in den 1950er und 1960er Jahren, als er spontane Veränderungen von Proteinstrukturen studierte. Seine frühe Arbeit zeigt, dass Aminosäuren unter bestimmten Bedingungen spontan kleine Proteinoide – die erste Stufe auf dem Weg zur Aufstellung von großen Proteinen – bilden können. Das Ergebnis war bedeutungsvoll, weil seine experimentellen Voraussetzungen anderen Voraussetzungen glichen, die womöglich in der Erdgeschichte existiert haben könnten.
Weitere Arbeiten zeigten, dass diese Aminosäuren und kleine Peptide angeregt werden konnten, geschlossene spherische Membranen zu bilden, die Mikrosphären genannt werden. Fox ging so weit, diese Formationen als Protozellen zu beschreiben: Proteinsphären, die wachsen und sich reproduzieren konnten. Sie könnten eine wichtige intermediäre Stufe auf dem Weg zur Entstehung des Lebens gewesen sein. Mikrosphären könnten der missing link zwischen einfachen organischen Verbindungen und lebenden Zellen sein.

## Familie
Im Jahr 1937 heiratete Fox Raia Joffe, mit der er drei Söhne hatte.

## Schriften
- mit Joseph F. Foster. Introduction to Protein Chemistry. Wiley, 1957.
- Sidney W. Fox y Joseph F. Foster. Introduction to Protein Chemistry. Wiley, 1957.
- Fox, S.W., 1965.  Simulated natural experiments in spontaneous organization of morphological units from protenoid.  In The Origins of Prebiological Systems and Their Molecular Matrices, S.W. Fox (ed), New York: Academic Press, pp. 361–382.
- Fox, S.W., 1980. The origins of behavior in macromolecules and protocells. Comparative Biochemistry and Physiology 67B: 423–436
- The Emergence of Life: Darwinian Evolution from the Inside, Basic Books, 1988, ISBN 978-0-465-01925-0